# Stefan Steinweg
Stefan Steinweg (Dortmund, 24 febbraio 1969) è un ex pistard tedesco.

## Palmarès

### Olimpiadi
- 1 medaglia:
  - 1 oro (Barcellona 1992 nell'inseguimento a squadre)